# Ectopius picturatus
Ectopius picturatus är en stekelart som först beskrevs av Lange 1911.  Ectopius picturatus ingår i släktet Ectopius och familjen brokparasitsteklar. Inga underarter finns listade i Catalogue of Life.